# European Balloon Festival

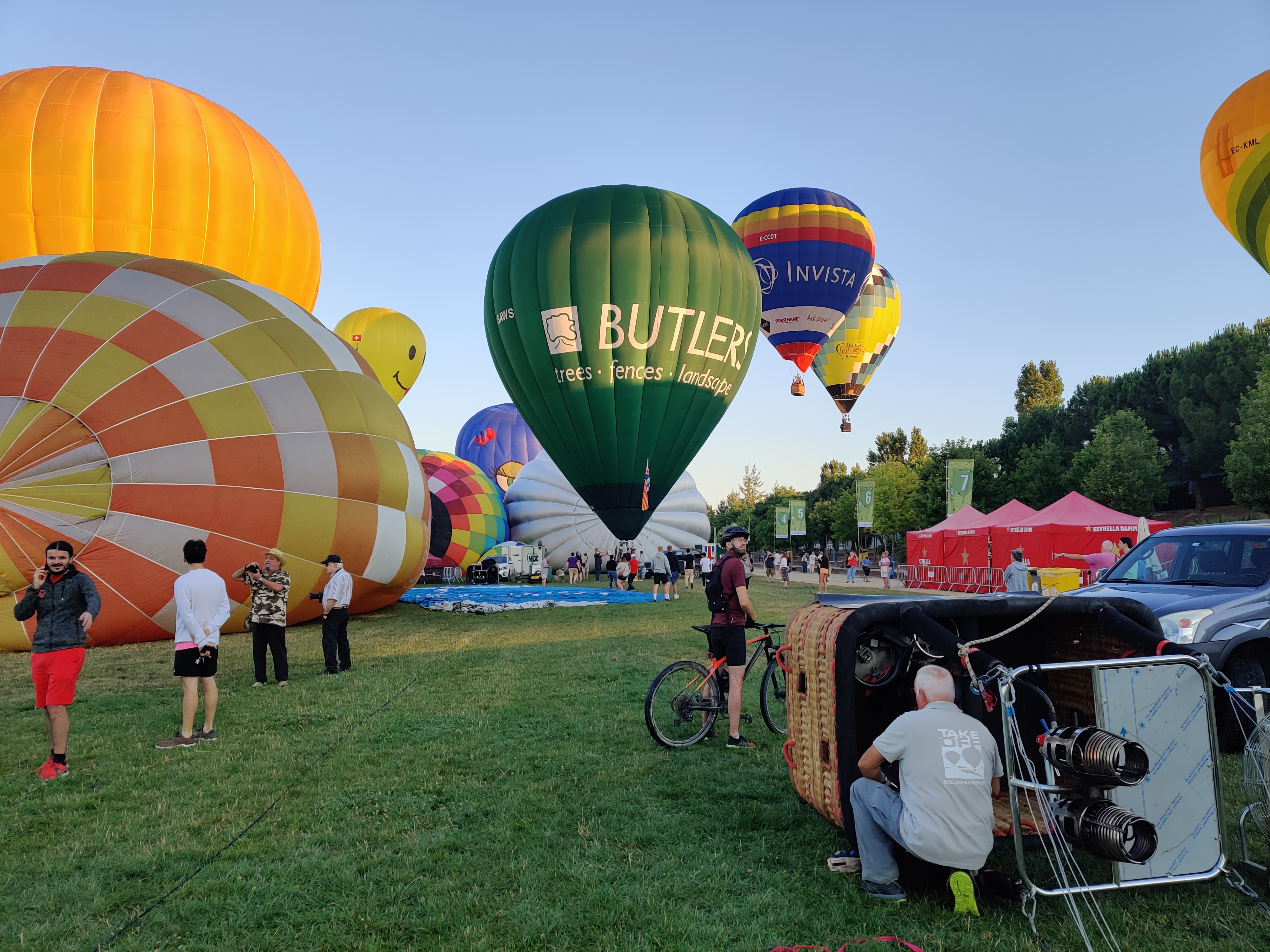
Vol matinal al Parc Central, any 2022

L'European Balloon Festival és la concentració de globus aerostàtics més important d'Espanya i del sud d'Europa, i se celebra a Igualada cada any durant el mes de Juliol, des de la seva creació l'any 1997. Els impulsors de la iniciativa van ser el llavors regidor de promoció de l'Ajuntament d'Igualada, Joaquim Romero i el consultor de màrqueting Pep Valls, juntament amb Josep Maria i Carles Lladó de l'empresa Ultramagic i Àngel Aguirre de globus Kon-Tiki.
El Festival té una durada de quatre dies (de dijous a diumenge) i atreu milers d'espectadors en el camp de vol de l'avinguda de Catalunya (antiga N-II). L’European Balloon Festival està impulsat per l’Ajuntament d’Igualada i l’empresa fabricant de globus Ultramagic, amb el suport de les empreses de vol Globus Kon-Tiki, Camins de Vent, Anoia Balloons i el patrocini de Vitogas.

## Història
La primera edició del festival es realitzà l'any 1997 i des de llavors s'ha organitzat tots els anys. L'edició de l'any 1998 comptà amb 50 globus que realitzaren el "night glow".
L'edició del 2008 comptà amb 62 equips de Catalunya, la resta d'Espanya, Regne Unit, França, Portugal, Suïssa, Alemanya, Israel i l'Índia. L'edició del 2010, inclosa en l'Imagina, Festival d'Estiu d'Igualada, comptà amb 41 pilots de Catalunya, Espanya, Alemanya, Suïssa i l'Índia i 15,000 visitants. En aquesta edició es presentà un prototip sense tripulació del Bloon, un globus d'heli que permetrà portar fins a 8 persones a l'espai, desenvolupat per l'empresa Zero2infinity amb la col·laboració de Ultramagic i l'Escola d'Enginyeria de Terrassa. El petit globus estratosfèric no tripulat tingué com a objectiu prendre fotografies de la Terra a 34 km d'altitud.
En l'edició del 2014, l'empresa fabricant de globus Ultramagic, va desenvolupar la cistella accessible. L'edició del 2015 va presentar com a principal novetat la “Cistella Vista” L'any 2016, l'European Balloon Festival compleix la seva 20a edició:
El 2017, es va fer a la remodelació de la fase 1 del Parc Central d'Igualada, que va acollir els globus en un entorn de qualitat: 25.000 m² d'espai verd amb capacitat per acollir 2.000 persones assegudes a les grades. Aquesta 21ena edició del festival, es va caracteritzar també per ser la més participada: un total de 55 pilots provinents de tot el món van omplir el cel d'Igualada amb els seus globus. Entre aquests globus, s'hi trobaven quatre formes especials -dos mussols, un lleó i un personatge dels Minions. El 2019 es va batre el rècord de participació de pilots, amb prop de 60 globus vinguts d'arreu del món.
Després de dos anys d’haver de celebrar el festival en format reduït a causa de la pandèmia, el juliol de 2022 es recuperà la programació completa de tots els vols matinals, dels vols de tarda i també l’encesa nocturna de globus Night Glow de dissabte al vespre sense restriccions d’aforament. La cloenda del primer European Balloon Festival postpandèmic va acollir més de 25.000 persones que van omplir dissabte a la nit el Parc Central d’Igualada per veure en directe l’encesa nocturna de globus Night Glow, un espectacle de llum i color que deixa imatges espectaculars gràcies a la sintonia entre públic i pilots, que encenen els seus cremadors seguint els comptes enrere del públic per il·luminar les seves acolorides teles. Una de les novetats de la 26ena edició del festival va ser la presentació de la cistella de gran capacitat fabricada per l’empresa igualadina Ultramagic Balloons, que té 28 places per a viatgers, a més del pilot. Amb unes mides de 5’2 x 1’7 metres, es tracta de la cistella amb més capacitat que ha volat mai a l’Estat espanyol, tot i que la mateixa empresa Ultramagic ja les comercialitzava en països com Turquia i Egipte.
Els vols de globus aerostàtics conviuen durant tots els dies del festival amb nombroses activitats per a tots els públics, com concerts del festival Anòlia, activitats lúdiques i culturals dins d’iglús de Vent a càrrec de nombroses entitats igualadines, i activitats per a públic familiar com ara una Ludomòbil, grans volades d’estels gegants i llançament de Frisbees.

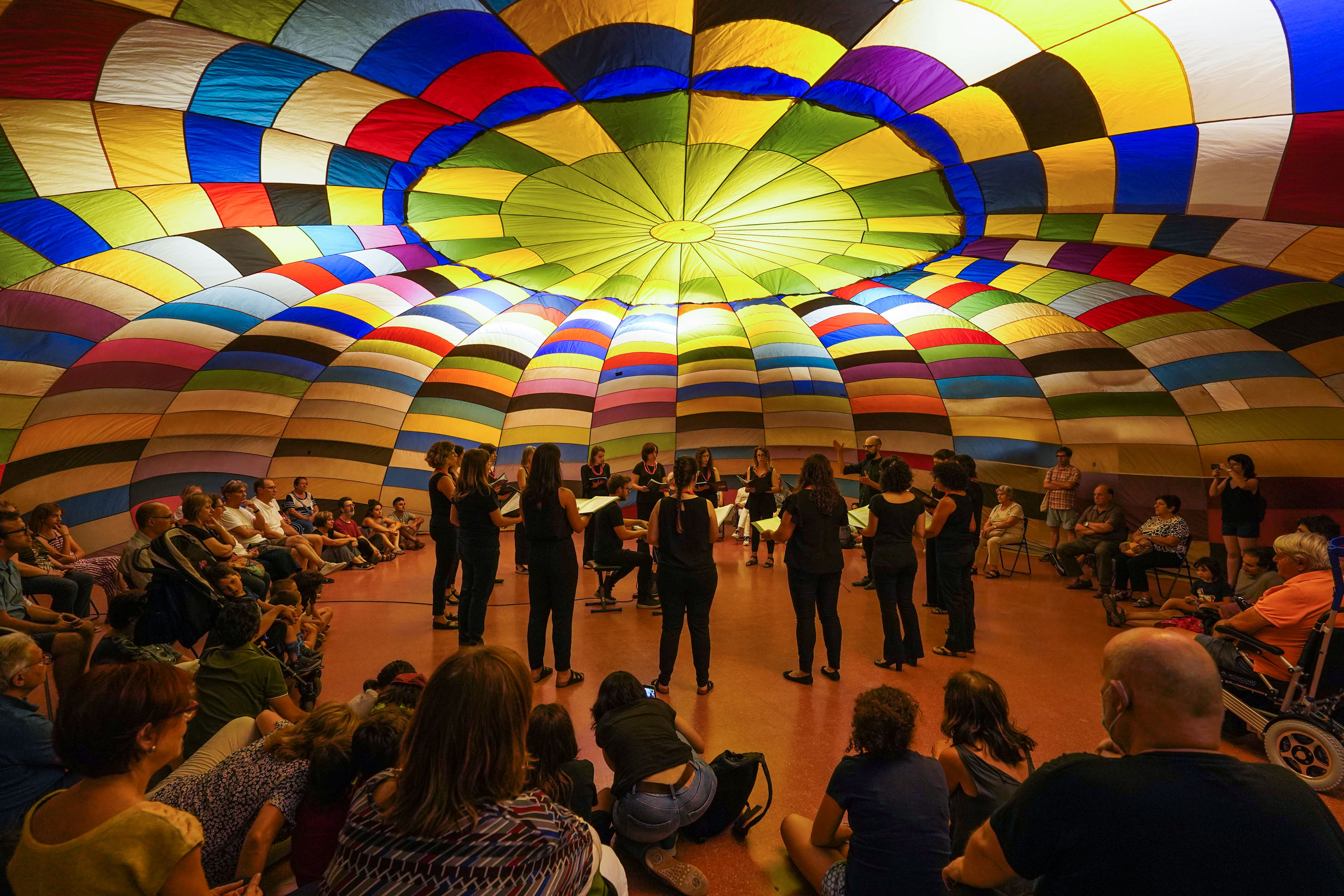
Iglú de vent, any 2022